# 2S44 Giatsint-K
2S44 Giatsint-K (tiếng Nga: 2С44 «Гиацинт-К») là hệ thống pháo lựu tự hành bánh lốp bắn đạn 152 mm của Liên bang Nga.
Vũ khí chính của 2S44 Giatsint-K là pháo 152mm/50 2A36, cùng loại với pháo của hệ thống lựu pháo kéo 2A36 Giatsint-B và pháo tự hành bánh xích 2S5 Giatsint-S, cho phép bắn đạn nổ mảnh tiêu chuẩn tới tầm 33,5km hoặc đạn dẫn đường chính xác ZOF95 Krasnopol-M2 tới tầm 37 - 40 kmKrasnopol hoặc đạn Krasnopol-D cho tầm bắn từ 45 đến 47km. Khẩu pháo 2A36 được đặt trên khung gầm xe bánh lốp BAZ-6910-027 Voschina (8x8) do Nhà máy Bryansk sản xuất, sử dụng động cơ diesel YaMZ-849 công suất 500 mã lực, vận tốc tối đa 80km/giờ, và tầm hoạt động lên tới 1.000km. 2S44 Giatsint-K được trang bị hệ thống điều khiển hỏa lực tự động (ASUNO).
2S44 Giatsint-K xuất hiện trước công chúng lần đầu vào tháng 12 năm 2024, và được chính thức công khai tại lễ duyệt binh trên Quảng trường Đỏ kỷ niệm 80 năm Ngày Chiến thắng trong Chiến tranh Vệ quốc vĩ đại